# Kền kền đen
Kền kền đen (danh pháp hai phần: Coragyps atratus) còn được gọi là Kền kền đen châu Mỹ, là một loài chim trong Họ Kền kền Tân thế giới có phạm vi phân bố kéo dài từ đông nam Hoa Kỳ đến Trung Chile và Uruguay ở Nam Mỹ. Mặc dù là một loài phổ biến và phân bố rộng rãi, nó có một phạm vi sinh sống phần nào hạn chế hơn so với loài họ hàng với nó, kền kền gà tây (Cathartes aura). Mặc dù có tên và vẻ bề ngoài tương tự, loài này không liên quan đến kền kền Á-Âu đen (Aegypius monachus - còn gọi là kền kền đầu trọc). Kền kền Á-Âu đen là một loài kền kền Cựu thế giới trong họ Accipitridae (cùng với đại bàng, diều hâu và diều mướp). Đây là loài duy nhất còn tồn tại của chi Coragyps. Nó sinh sống trong khu vực tương đối mở với những khu rừng thưa rãi rác và vùng cây bụi Với sải cánh 1,5 m (4,9 ft), kền kền đen là một loài chim lớn dù khá nhỏ so với các loài kền kền khác. Nó có bộ lông đen, đầu và cổ màu xem-đen và trụi lông, mỏ ngắn, cong.
Kền kền đen ăn xác thối nhưng cũng ăn trứng hay ăn động vật mới sinh.

## Hình ảnh

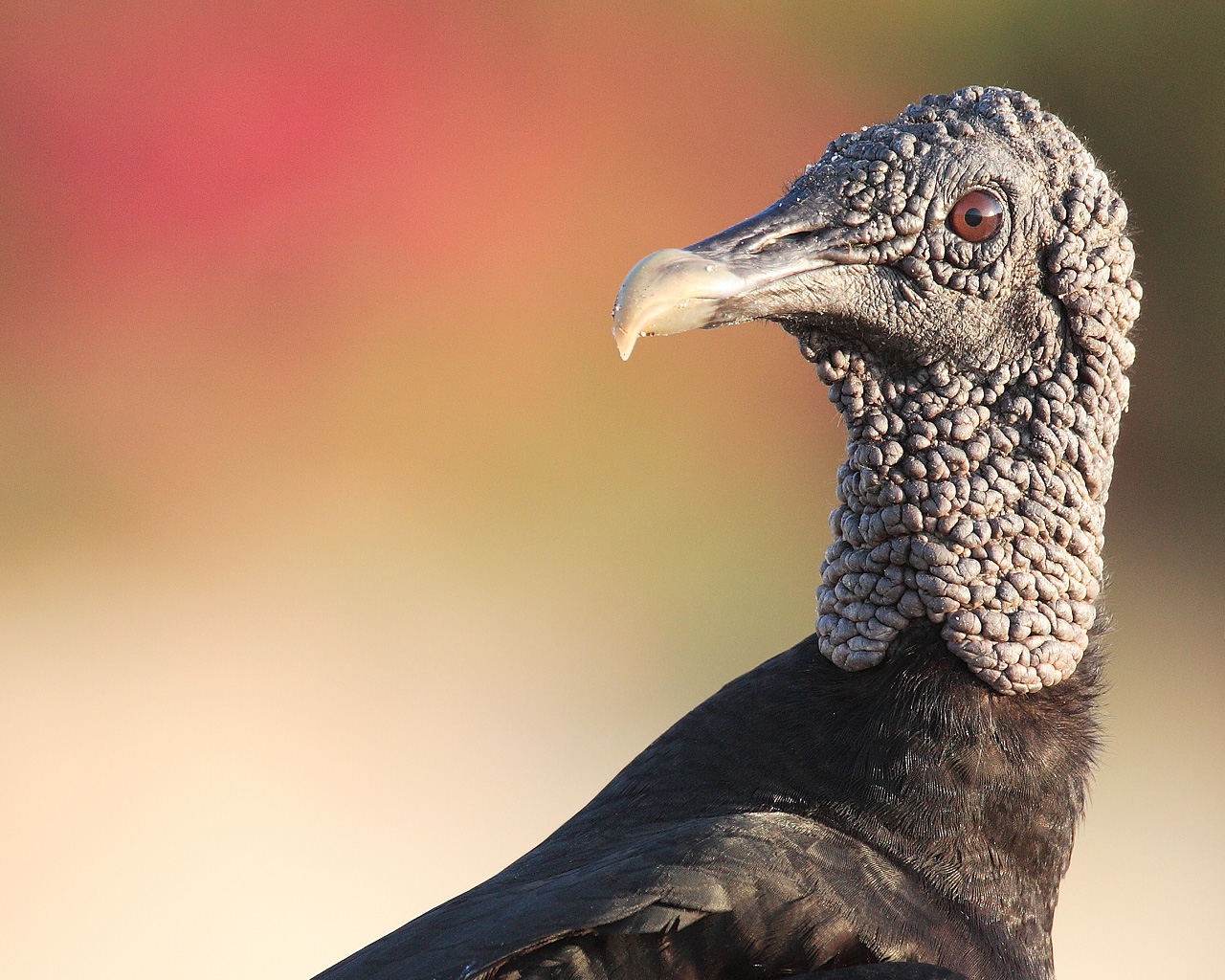
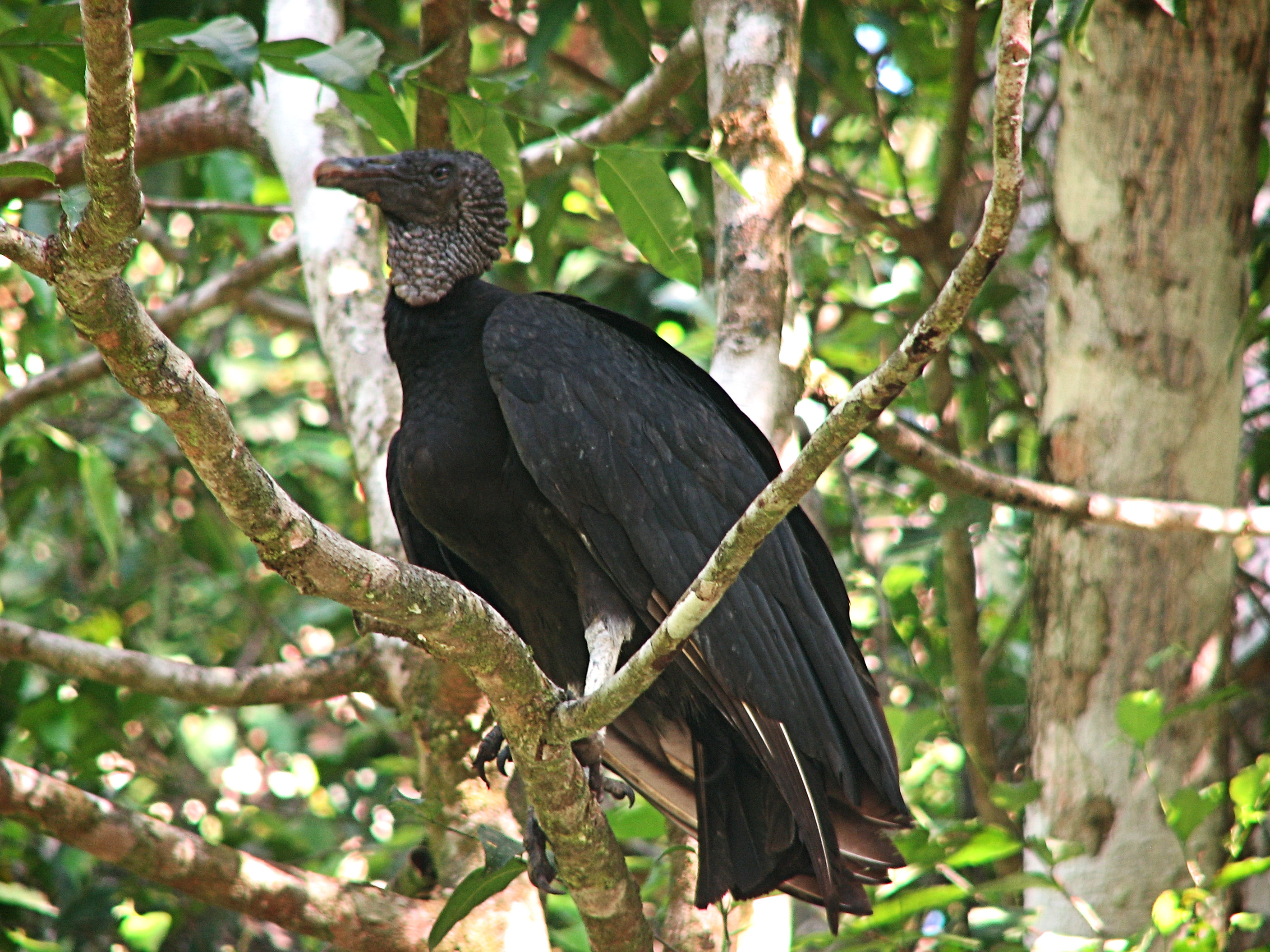
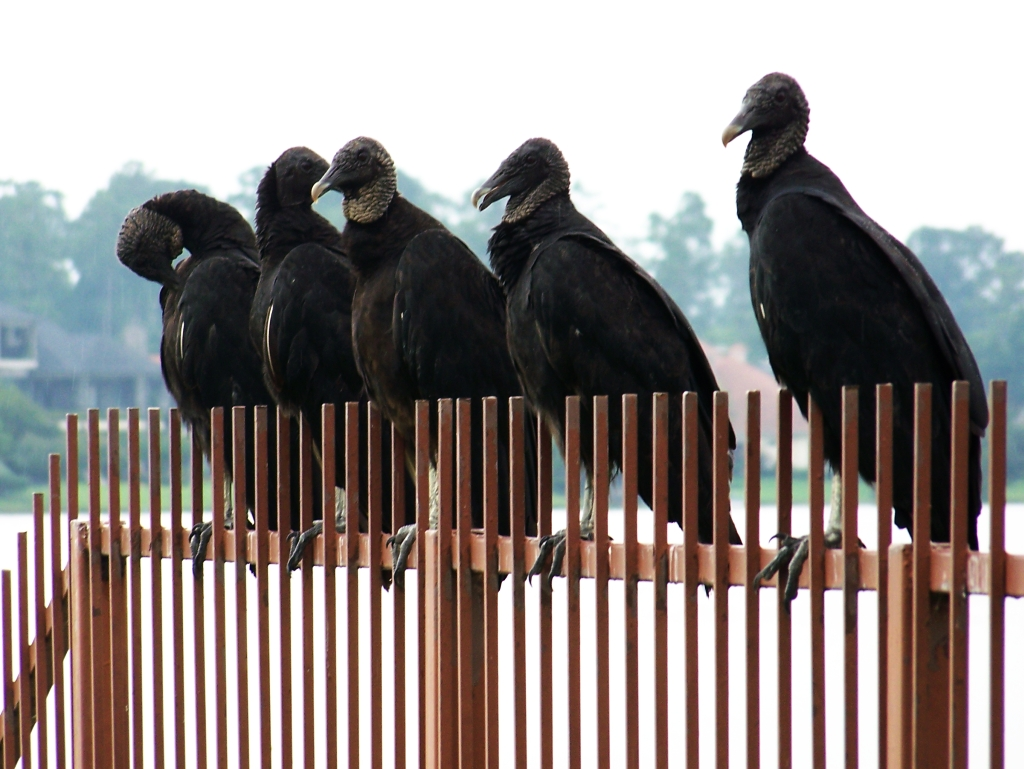
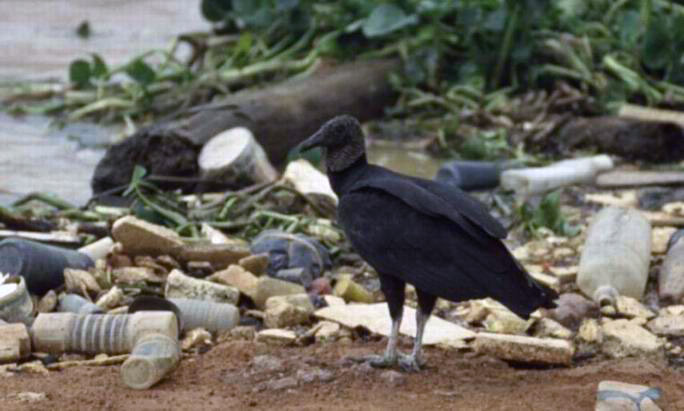